# Адамян, Арман Азатович
Арман Азатович Адамян (род. 14 февраля 1997) — российский дзюдоист. Чемпион мира 2023 года. Чемпион Европы 2019 года и победитель Европейских игр 2019. Заслуженный мастер спорта России (2023).

## Карьера
Родился 14 февраля 1997 в Армении, имеет армянское происхождение.
Воспитанник волгоградской школы дзюдо, тренировался под руководством Владимира Ивановича Лизенко. В своём послужном списке по юниорам имеет победы на первенствах России.
Завоевал серебряную медаль на чемпионате мира среди юниоров в Загребе в 2017 году. Он так же взял серебро на Гран-при в Анталье в 2018 году. Победитель чемпионата Европы 2018 среди молодёжи.
На совмещённом чемпионате Европы и Европейских играх в Минске в 2019 году, Арман одержал победу в весовой категории до 100 кг, став чемпионом Европы и победителем Игр. В том же году он выиграл турнир гран-при «Большой Шлем» в Екатеринбурге и выполнил норматив «Мастера спорта России международного класса».
В 2020 финишировал вторым на Гран-при «Большой Шлем» в Париже, так же стал вице-чемпионом гран-при «Большой Шлем» в Будапеште.
В ноябре 2020 года на чемпионате Европы, который проходил в Праге, Арман смог завоевать серебряную медаль в весовой категории до 100 кг. В финале он уступил спортсмену из Израиля Петеру Пальчику.
Победитель турнира Гран-при Хорватия (2021), победитель мировой серии гран-при «Большой Шлем» Абу-Даби (2021), победитель турнира гран-при «Большой Шлем» Париж (2021).
Завершил 2021 год на первом месте в рейтинге Международной федерации дзюдо в своей весовой категории.
В 2022 году уехал из Волгограда и начал выступать за Санкт-Петербург.
В 2023 году на чемпионате мира в Дохе завоевал золотую медаль в весовой категории до 100 кг, победив в финале двукратного олимпийского чемпиона из Чехии Лукаша Крпалека.
В 2024 году пополнил тренерский штаб хоккейной команды СКА.
В июне 2025 года на чемпионате мира в Будапеште в весовой категории до 100 кг завоевал бронзовую медаль. В схватке за третье место одолел соперника из ОАЭ Джафара Костоева.

## Спортивные достижения
- Чемпионат мира по дзюдо 2025 (до 100 кг) — ;
- Чемпионат мира по дзюдо 2023 (до 100 кг) — ;
- Дзюдо на Всероссийской спартакиаде 2022 — ;
- Европейские игры 2019 (до 100 кг) — ;
- Чемпионат Европы по дзюдо 2020 (до 100 кг) — ;
- Чемпионат Европы по дзюдо 2021 (+ 100 кг/команда) — ;
- Гран-при «Большой шлем Екатеринбург» 2019 (до 100 кг) — ;
- Гран-при «Большой шлем Абу-Даби» 2021 (до 100 кг) — ;
- Гран-при «Большой шлем Париж» 2021 (до 100 кг) — ;
- Кубок Европы 2018 (Подчетртек, 100 кг) — ;[10]
- Кубок Европы 2018 (Оренбург, 100 кг) — ;[11]

## Личные достижения
- Медаль ордена «За заслуги перед Отечеством» II степени (6 сентября 2024 года) — за большой вклад в развитие и популяризацию дзюдо в Российской Федерации, активную общественную деятельность[12].